# Lijst van Vlaamse ondernemingen
Dit is een lijst van Vlaamse ondernemingen. Zie lijsten van ondernemingen voor lijsten van ondernemingen uit andere landen. Het bepalen of een onderneming als 'Vlaams' beschouwd kan worden, is in een sterk geglobaliseerde economie niet eenvoudig. We rekenen hierbij vooral ondernemingen met een hoofdzetel in Vlaanderen, historisch Vlaamse ondernemingen die nu onderdeel zijn van een internationale groep.

## Huidige bedrijven
- Agfa-Gevaert
- Almanij
- Barco
- Bekaert
- Colruyt
- Etex Group (Eternit)
- InBev (Belgisch-Braziliaans)
- Jan de Nul
- KBC
- Lotus Bakeries
- Metris
- Option
- Studio 100

## Vlaamse ondernemingen in buitenlandse handen
- Janssen Pharmaceutica, onderdeel van Johnson & Johnson